# Pierre Michael
Pierre Baguette, dit Pierre Michaël, né le 11 avril 1932 à Charleroi et mort le 4 juin 2001 dans le 16e arrondissement de Paris, est un acteur belge. 
Il a été marié à l'actrice française Françoise Giret avec qui il a eu un fils prénommé François, il est aussi le père de l'acteur français Jean-Pierre Michaël.

## Biographie
En 1960, il séduit Valérie Lagrange dans La Française et l'Amour. Dans Jusqu'à plus soif (1962), de Maurice Labro, il est la vedette avec Bernadette Lafont. En 1969, il incarne le célèbre aventurier suisse alémanique Johann August Suter (ou John Sutter pour les Américains), qui sera en 1848 à l'origine de la découverte de l'or en Californie, dans un feuilleton télévisé, Fortune, réalisé par Henri Colpi d'après la pièce de Bernard Dabry (inspirée de L'Or de Blaise Cendrars). En 1970, il mène ses intrigues dans le rôle de Shariar avec Claude Jade alias Shéhérazade de Pierre Badel, qui l'engage encore pour Marie Dorval (1973), en partenaire de Rosy Varte. Pierre Granier-Deferre lui donne le rôle du chef des ventes Gérard Doutre, le supérieur de Louis Coline Gérard Lanvin, dans Une étrange affaire aux côtés de  Michel Piccoli, avec lequel il joue encore dans La Passante du Sans-Souci et La diagonale du fou.

## Filmographie

### Cinéma
- 1959 : Le Panier à crabes de Joseph Lisbona
- 1960 : La Française et l'Amour de Michel Boisrond
- 1961 : Saint-Tropez Blues de Marcel Moussy
- 1962 : Jusqu'à plus soif de Maurice Labro
- 1972 : Le Droit d'aimer de Éric Le Hung
- 1980 : 5 % de risques de Jean Pourtalé
- 1981 : Une étrange affaire de Pierre Granier-Deferre
- 1982 : La Passante du Sans-Souci de Jacques Rouffio
- 1982 : Légitime Violence de Serge Leroy
- 1983 : L'Africain de Philippe de Broca
- 1984 : La Diagonale du fou de Richard Dembo

### Télévision
- 1961 : L'Exécution de Maurice Cazeneuve
- 1962 : Quatrevingt-treize d'Alain Boudet
- 1967 : Mary de Cork de Maurice Cazeneuve, d'après un roman de Joseph Kessel
- 1969 : Fortune d'Henri Colpi
- 1971 : Shéhérazade de Pierre Badel
- 1973 : Un certain Richard Dorian, d'Abder Isker
- 1976 : Au théâtre ce soir : Un mois à la campagne d'Ivan Tourgueniev, mise en scène Jean Meyer, réalisation Pierre Sabbagh, théâtre Édouard VII
- 1977 : Dossier danger immédiat (Épisode "L'affaire Martine Desclos") de Claude Barma : Olivier
- 1980 : Louis XI (Roland Monod) un seul roy pour la France de J.C Standesky : Charles le Téméraire

## Théâtre
- 1958 : Ils ont joué avec des allumettes de Marcelle Routier, mise en scène José Quaglio, théâtre de l'Alliance française
- 1959 : Les Ecrivains de Michel de Saint Pierre et Pierre de Calan, mise en scène Raymond Gérôme, théâtre des Mathurins
- 1960 : Les Ambassades de Roger Peyrefitte, mise en scène André Barsacq, théâtre des Bouffes-Parisiens
- 1963: La Robe mauve de Valentine de Françoise Sagan, mise en scène Yves Robert, théâtre des Ambassadeurs
- 1964: La Robe mauve de Valentine de Françoise Sagan, mise en scène Yves Robert, théâtre des Célestins
- 1965 : Oreille privée et Œil public de Peter Shaffer, mise en scène Michel Fagadau, théâtre de la Gaîté-Montparnasse
- 1970 : Une poignée d'orties de Marc-Gilbert Sauvajon, mise en scène Jacques-Henri Duval, théâtre de la Michodière
- 1971 : Le Dieu Kurt d'Alberto Moravia, mise scène Pierre Franck, théâtre des Célestins, théâtre Michel
- 1976 : Un mois à la campagne de Ivan Tourgueniev, mise en scène Jean Meyer, théâtre des Célestins
- 1976 : Hedda Gabler d'Henrik Ibsen, mise en scène Jean Meyer, théâtre des Célestins
- 1980 : Une maison de poupée de Henrik Ibsen, mise en scène Jean Meyer, théâtre des Célestins